# Салко Лагумџија
Салко Лагумџија (Власеница, 13. новембар 1921 — Сарајево, 12. јун 1973) био је учесник Народноослободилачке борбе и друштвено-политички радник СР Босне и Херцеговине.

## Биографија
Рођен је у Власеници 13. новембра 1921. године. Пре рата је завршио средњу економску школу, а након рата је студирао на Економском факултету у Сарајеву. Учесник је Народноослободилачке борбе од 1943, а члан Комунистичке партије Југославије (КПЈ) од 1944. године.
У послератном периоду био је директор Главне дирекције металне индустрије Босне и Херцеговине, директор Фабрике жица и ексера у Сарајеву, а од 1956. до 1962. директор Фабрике железничких возила Васо Мискин Црни. Након тога прешао је на политичке дужности — од 1962. до 1963. био је председник Народног одбора општине Центар, а од јуна 1963. до јула 1965. први председник Скупштине општине Центар у Сарајеву, а од јула 1965. до маја 1967. председник Скупштине града Сарајева (градоначелник).
Од 1967. до 1969. био је посланик Републичког већа Скупштине СР Босне и Херцеговине, а од 1969. био је генерални директор Фабрике Васо Мискин Црни.
Умро је 12. јуна 1973. у Сарајеву, где је и сахрањен.
Његов син је Златко Лагумџија, босанскохерцеговачки политичар и бивши председник Социјалдемократске партије Босне и Херцеговине.
Једна улица у сарајевском насељу Добриња носи његово име.